# Mavi Mendoza
Mavi Mendoza (9 de diciembre de 1983) es una deportista mexicana que compitió en judo. Ganó una medalla de bronce en el Campeonato Panamericano de Judo de 2008 en la categoría abierta.

## Palmarés internacional
| Campeonato Panamericano | Campeonato Panamericano | Campeonato Panamericano | Campeonato Panamericano |
| Año                     | Lugar                   | Medalla                 | Categoría               |
| ----------------------- | ----------------------- | ----------------------- | ----------------------- |
| 2008                    | Miami (Estados Unidos)  | Medalla de bronce       | Abierta                 |